# Roberto García (Leichtathlet)
Roberto García Gracía (* 20. August 1975 in Saragossa) ist ein spanischer Langstreckenläufer.
2002 wurde er Vierter bei den Leichtathletik-Europameisterschaften in München über 5000 m. Bei den Olympischen Spielen 2004 in Athen und den Leichtathletik-Weltmeisterschaften 2005 in Helsinki schied er über dieselbe Distanz im Vorlauf aus.
2005 wurde er spanischer Meister im Crosslauf. Als dreimaliger Teilnehmer der Crosslauf-Weltmeisterschaften erzielte er seine beste Platzierung 2002 mit Rang 22.
Roberto García ist 1,68 m groß und wiegt 57 kg. Er startet für C. A. Adidas und wird von Andrés C. Moreno trainiert. Sein Zwillingsbruder Carlos García ist ebenfalls als Langstreckenläufer erfolgreich.

## Persönliche Bestzeiten
- 1500 m: 3:38,34 min, 7. Juni 2005, Huelva
- 3000 m: 7:39,97 min, 20. August 2002, San Sebastián
  - Halle: 7:43,59 min, 3. Februar 2001, Sevilla
- 5000 m: 13:16,13 min, 3. Juli 2004, San Sebastián